# IC 171
IC 171 est une galaxie lenticulaire située dans la constellation du Triangle. Sa vitesse par rapport au fond diffus cosmologique est de (5105 ± 19) km/s, ce qui correspond à une distance de Hubble de 75,3 ± 5,3 Mpc (∼246 millions d'al). IC 171 a été découverte par l'astronome américain Lewis Swift en 1888.
À ce jour, deux mesures non basées sur le décalage vers le rouge (redshift) donnent une distance de 57,100 ± 11,738 Mpc (∼186 millions d'al), ce qui est à l'extérieur des valeurs de la distance de Hubble.

## Groupe de NGC 669
IC 171 fait partie du groupe de NGC 669. Ce groupe comprend plus d'une trentaine de galaxies, dont 15 figurent au catalogue NGC et 3 au catalogue IC.